# 沙拉迪加
沙拉迪加（印尼語：Salatiga），又译沙拉笛加、沙拉帝加是印度尼西亞中爪哇省的城市之一，位於三寶壟市和梭羅市之間，市區面積17.81平方公里，人口176000人（2006年）。